# Biagio Miraglia
Biagio Gioacchino Miraglia (ur. 21 sierpnia 1814 w Cosenzy, zm. 14 marca 1885 w Neapolu) – włoski lekarz psychiatra, poeta. Ukończył studia na Uniwersytecie w Neapolu, studia ukończył w 1837 roku. Zajmował się frenologią, organizacją opieki nad chorymi umysłowo i klasyfikacją zaburzeń psychicznych. W 1861 roku założył  Società Frenopatica, pierwsze stowarzyszenie neurologiczno-psychiatryczne włoskich lekarzy.
Kawaler Orderu świętych Maurycego i Łazarza.

## Wybrane prace
- Della frenologia ne' congressi scientifici italiani: Lettera del dottor Biagio G: Miraglia all'abate Gio. Battista Restani, Napoli: Tipografia del filiatre Sebezio, 1847
- Trattato di frenologia: applicata alla medicina, alla giurisprudenza criminale, alla educazione, alla morale, alla filosofia, alle belle arti, 1853
- Prolusioni ai lavori della società frenopatica italiana, 1862
- Questioni filosofiche, sociali, mediche e medico-forensi trattate coi principii della fisiologia del cervello pel Dottore Biagio G. Miraglia. 1883